# Chaozhou
Pour les articles homonymes, voir Teochew.
La préfecture de Chaozhou (chinois : 潮州 ; pinyin : Cháozhōu), connue aussi sous le nom de Chiuchow, Teochew, Tiuchiu ou Teochiu, est située à l'extrême est de la province du Guangdong, en Chine, à environ 35 km de la ville de Shantou et à près de 25 km des côtes. Chaozhou se situe sur la rive droite du fleuve Han (en) et compte une population d'environ 1,24 million d'habitants.

## Histoire et géographie
La ville de Chaozhou se situe à l'extrême est de la province du Guangdong, dans le Sud de la Chine. Elle partage une frontière avec les préfectures de Shantou au sud, Jieyang au sud-ouest, Meizhou au nord-ouest et avec la province de Fujian à l'est.
Le Père Matteo Ricco y résida de 1593 à 1595. Les Missions étrangères de Paris y entretenaient une mission depuis les années 1860-1870, qu'elles avaient nommée Tchao Tchéou Fou (潮州府, cháozhōufǔ), donnant naissance au vicariat apostolique de Siuchow en 1920.

## Culture

### Langue locale
La langue locale, dérivée du chinois médiéval, est le tiê-chiu-uē ou dio5-ziu1-uê7, dont le nom est plus souvent transcrit sous la forme teochew. Il est appelé en mandarin standard Cháoshànhuà (chinois simplifié : 潮汕话 ; litt. « parler du Chaoshan »), du nom de son aire de diffusion qui comprend les villes de Chaozhou et Shantou.
Bien qu'il soit de moins en moins usité, le teochew est toujours pratiqué, à la fois par les habitants de Chaozhou et par les membres de l'importante diaspora du Chaoshan à travers le monde. À Paris, par exemple, il est parlé dans la deuxième communauté chinoise la plus importante, après celle des gens de Wenzhou.

### L'art du thé ou «gongfu cha»
Le thé est un élément important de la culture locale et il est préparé avec du thé fenghuang (凤凰, « phénix »), un produit local, selon la pratique de l'art du thé, appelé en mandarin gōngfū chá (功夫茶 ou 工夫茶).

### La cuisine
- Boulettes de bœuf de Chaozhou
- Dingbian
- Xianren Zhilu (仙人指路, « L’esprit céleste indique le chemin »)
- Tripes de porc fourrées à la pâte de crevettes.
- Vessies de poisson

La diaspora Chaozhou d'outre-mer, dont d'importantes communautés ont fleuri en Asie du Sud Est jusqu'aux années 1970, a également été très influencée par les cuisines cambodgienne et vietnamienne.

## Tourisme

### Four des Song de Chine
On peut trouver les ruines du plus long four de la dynastie Song dans les monts Bijia.

### Le pont Guangji
Le pont Guangji (en) (广济桥, Guǎngjì Qiáo), également appelé pont Xiangzi (湘子桥, Xiāngzǐ Qiáo), fut construit au XIIe siècle sous la dynastie Song (960-1279).

### Le temple Kaiyuan
Le temple Kaiyuan , construit sous la dynastie Tang (618-907), est le centre des activités bouddhiques dans l’est du Guangdong.

## Divers
- Le milliardaire Li Ka-shing est originaire de Chaozhou.
- La ville est réputée pour ses poteries, sa porcelaine et ses broderies.

## Subdivisions administratives
La ville-préfecture de Chaozhou exerce sa juridiction sur quatre subdivisions - deux districts et deux xian :
| Nom                   | Chinois simplifié | Pinyin       | Superficie | Population |
| --------------------- | ----------------- | ------------ | ---------- | ---------- |
| District de Xiangqiao | 湘桥区            | Xiāngqiáo qū | 176        |            |
| District de Fengxi    | 枫溪区            | Fēngxī qū    | 24         |            |
| Xian de Chao'an       | 潮安县            | Cháo'ān xiàn | 1232       |            |
| Xian de Raoping       | 饶平县            | Ràopíng xiàn | 2203       |            |

## Transport
- Gare de Chaoshan